# Radoslav Vladić
Radoslav Vladić (Beograd, 20. oktobar 1952) je poznati jugoslovenski i srpski filmski snimatelj i direktor fotografije.

## Biografija
Radoslav Vladić je rođen u Beogradu, 20. oktobra 1952. godine. Završio je školu za dizajn, u Beogradu, 1972. godine i Fakultet dramskih umetnosti u Beogradu, odsek Filmska i televizijska kamera, 1977. godine.
Bio je profesor na predmetima Filmska i televizijska kamera i Estetika filmske slike i šef katedre u Filmskoj školi "Dunav filma" u Beogradu od 1996. do 2007. godine, danas je redovni profesor predmeta Filmska i televizijska fotografija i šef katedre Filmska i televizijska kamera Akademije umetnosti u Beogradu od 2000. godine i redovni profesor predmeta Kamera i Estetika audiovizuelnih umetnosti na Univerzitetu Slobomir u Bijeljini od 2011. godine.
Član је Evropske Filmske Akademije, UFUS-a i AFUN-a.
Snimanjem se bavi od 1970. godine, остварио је 1574 kinematografska i televizijska dela svih žanrova, od kojih 50 dugometražnih igranih filmova, 64 autorska, alternativna filma nastala u periodu od 1970 do 1980. godine. Radoslav Vladić jedan je od najznačajnijih autora jugoslovenskog alternativnog (eksperimentalnog) filma. Njujorški Muzej moderne umetnosti (MOMA) stavio je u svoj arhiv, u program EUROPEAN AVANT-GARDE CINEMA 1960 -1980, njegov film "KUĆA" (THE HOUSE), zajedno sa radovima autora kao što su Wim Wenders, Werner Nekes, Gabor Body i dr.

## Nagrade i priznanja
Za celokupan autorski i snimateljski rad Vladić je osvojio 138 domaćih i međunarodnih nagrada.
- Za snimateljske radove iz profesionalnog opusa dobio je sve postojeće jugoslovenske i srpske najviše nagrade za filmsku fotografiju - za igrane filmove, kratkometražne i promotivne:
- Velika zlatna Arena, Pula, 1987,
- Dobitnik je tri Velike Zlatne medalje "Beograd", 1986, 1991, 2002,
- sedam Zlatnih mimoza, 1994, 1995, 1996, 2000, 2001, 2004, 2011,
- tri Novosadske Arene, 2000, 2004, 2005,
- dve Kristalne prizme, 1994, 1995,
- Plaketa Jugoslovenske kinoteke za izuzetan doprinos našem filmu, 2006.
- Nagrada Bečke laboratorije Synchro FILM & video, za celokupan doprinos srpskoj i crnogorskoj kinematografiji, 2006.
- Nagrada za najbolji snimateljski rad, na 15. medjunarodnom filmskom festivalu u Minsku.
- Godišnja nagrada UFUS-a za filmsko stvaralaštvo u 2008. godini.
- Nagrada za najbolji snimateljski rad na medjunarodnom filmskom Festivalu Avanca (Portugal), 2011. godine.
- Nagrada Zlatna antena za najbolju kameru na 1. Fedisu (Beograd), 2011.godine.
- Nagrada za najbolji snimateljski rad na medjunarodnom Festivalu ratnih filmova (Moskva), 2012. godine.

## Filmografija
| God.       | Naziv                                | Uloga                                      |
| ---------- | ------------------------------------ | ------------------------------------------ |
| 1970.-те   |                                      |                                            |
| 1977.      | Specijalno vaspitanje                | drugi asistent kamere                      |
| 1979.      | Lične stvari                         | direktor fotografije                       |
| 1980.-те   |                                      |                                            |
| 1982.      | Variola vera                         | direktor fotografije                       |
| 1983.      | Stepenice za nebo                    | direktor fotografije                       |
| 1984.      | Pejzaži u magli                      | direktor fotografije                       |
| 1984.      | Groznica ljubavi                     | direktor fotografije                       |
| 1984.      | Šta se zgodi kad se ljubav rodi      | direktor fotografije                       |
| 1986.      | Crna Marija                          | direktor fotografije                       |
| 1986.      | Lepota poroka                        | direktor fotografije                       |
| 1987.      | Na putu za Katangu                   | direktor fotografije                       |
| 1987.      | Dogodilo se na današnji dan          | direktor fotografije                       |
| 1988.      | Žulj (dokumentarni film)             | operater kamere                            |
| 1988.      | Lajbah: Pobeda pod suncem            | operater kamere                            |
| 1988.      | Čavka                                | direktor fotografije                       |
| 1988.      | Drugi čovek                          | direktor fotografije                       |
| 1988.      | Braća po materi                      | direktor fotografije                       |
| 1989.      | Hepiend (film)                       | direktor fotografije                       |
| 1989.      | Vreme čuda                           | direktor fotografije                       |
| 1989.      | Vreme čuda (TV serija)               | direktor fotografije                       |
| 1989.      | Poltron (film)                       | direktor fotografije                       |
| 1989.      | Boj na Kosovu                        | direktor fotografije                       |
| 1990.-те   |                                      |                                            |
| 1990.      | Braća po materi (mini serija)        | direktor fotografije                       |
| 1990.      | Poslednji valcer u Sarajevu          | direktor fotografije                       |
| 1991.      | Mala (film)                          | direktor fotografije                       |
| 1992.      | Devojka sa lampom                    | direktor fotografije                       |
| 1992.      | Jevreji dolaze                       | direktor fotografije                       |
| 1992.      | Tito i ja                            | direktor fotografije                       |
| 1993.      | Broz i ja                            | direktor fotografije                       |
| 1993.      | Suza i njene sestre                  | direktor fotografije                       |
| 1994.      | Biće bolje                           | direktor fotografije                       |
| 1994.      | Riblja corba Live                    | direktor fotografije                       |
| 1994.      | Ni na nebu ni na zemlji              | direktor fotografije                       |
| 1995.      | Rupa u duši                          | direktor fotografije                       |
| 1995.      | Urnebesna tragedija                  | direktor fotografije                       |
| 1995.      | Tamna je noć                         | direktor fotografije                       |
| 1995.      | Ubistvo sa predumišljajem            | direktor fotografije                       |
| 1997.      | Müde Weggefährten                    | direktor fotografije                       |
| 1996-1997. | Gore dole                            | direktor fotografije                       |
| 1998.      | Stršljen                             | direktor fotografije                       |
| 1998.      | Spasitelj                            | direktor fotografije 2 ekipe u Jugoslaviji |
| 2000.-те   |                                      |                                            |
| 2000.      | Senke uspomena                       | direktor fotografije                       |
| 2000.      | Nebeska udica                        | direktor fotografije                       |
| 2001.      | Nataša                               | direktor fotografije                       |
| 2001.      | Tito - dokumentarac                  | direktor fotografije                       |
| 2003.      | Ledina                               |                                            |
| 2003.      | Volim te najviše na svetu            |                                            |
| 2003.      | Kasting - dokumentarac               |                                            |
| 2004.      | Poslednja Krapova traka              |                                            |
| 2004.      | Jesen stiže dunjo moja               |                                            |
| 2004.      | Lift (TV serija)                     |                                            |
| 2004.      | Besede prote Mateja Nenadovića       |                                            |
| 2004.      | Sokratova odbrana i smrt             |                                            |
| 2005.      | Budjenje iz mrtvih                   |                                            |
| 2005.      | Flert (film)                         |                                            |
| 2005.      | Made in YU (film)                    |                                            |
| 2005.      | Pileći izbori                        |                                            |
| 2006.      | Sinovci                              |                                            |
| 2007.      | Odbačen                              |                                            |
| 2008.      | Turneja (film)                       |                                            |
| 2009.      | Hitna pomoć (film)                   |                                            |
| 2010.-те   |                                      |                                            |
| 2010.      | Neke druge priče                     |                                            |
| 2010.      | Sva ta ravnica                       |                                            |
| 2010.      | Miris kiše na Balkanu (TV serija)    |                                            |
| 2011.      | Od denes za utre                     |                                            |
| 2011.      | Turneja (mini serija)                |                                            |
| 2011.      | Miris kise na Balkanu (film iz 2011) |                                            |
| 2011.      | Kako su me ukrali Nemci              |                                            |
| 2012.      | Jelena, Katarina, Marija             |                                            |
| 2012-2013  | Jagodići (TV serija)                 |                                            |
| 2013.      | Skidanje                             |                                            |
| 2014.      | Evropa, bre                          |                                            |
| 2013-2014. | Otvorena vrata 2                     |                                            |
| 2014-2015  | Jagodići: Oproštajni valcer          |                                            |
| 2015.      | Ulica lipa                           |                                            |
| 2015.      | Psiho seansa                         |                                            |
| 2017.      | Prokleti pas                         |                                            |
| 2018.      | Izmedju dana i noći                  |                                            |
| 2019.      | Ljuba                                |                                            |
| 2019.      | Sindjelići                           |                                            |
| 2019.      | Momčilo                              | direktor fotografije                       |
| 2018-2021. | Urgentni centar (srpska TV serija)   |                                            |
| 2020-2021. | Slučaj porodice Bošković             |                                            |
| 2021.      | Dinastija (srpska TV serija)         |                                            |
| 2021.      | Tajna vinove loze                    |                                            |
| /.         | Princ Rastko srpski                  |                                            |
| /.         | San                                  |                                            |